# 爱尔兰㹴
愛爾蘭㹴（愛爾蘭語：An Madra Gearr）是愛爾蘭㹴的許多品種之一。愛爾蘭梗被認為是最古老的㹴品種之一。在1873年都柏林狗展是第一個為愛爾蘭㹴提供了一個單獨的類別。由19世紀80年代，是愛爾蘭獵犬中第四大最流行的品種在愛爾蘭和英國。
愛爾蘭㹴是適合生活在農村和城市環境的狗。其身体轮廓呈方便奔跑的流线形。

## 相片集

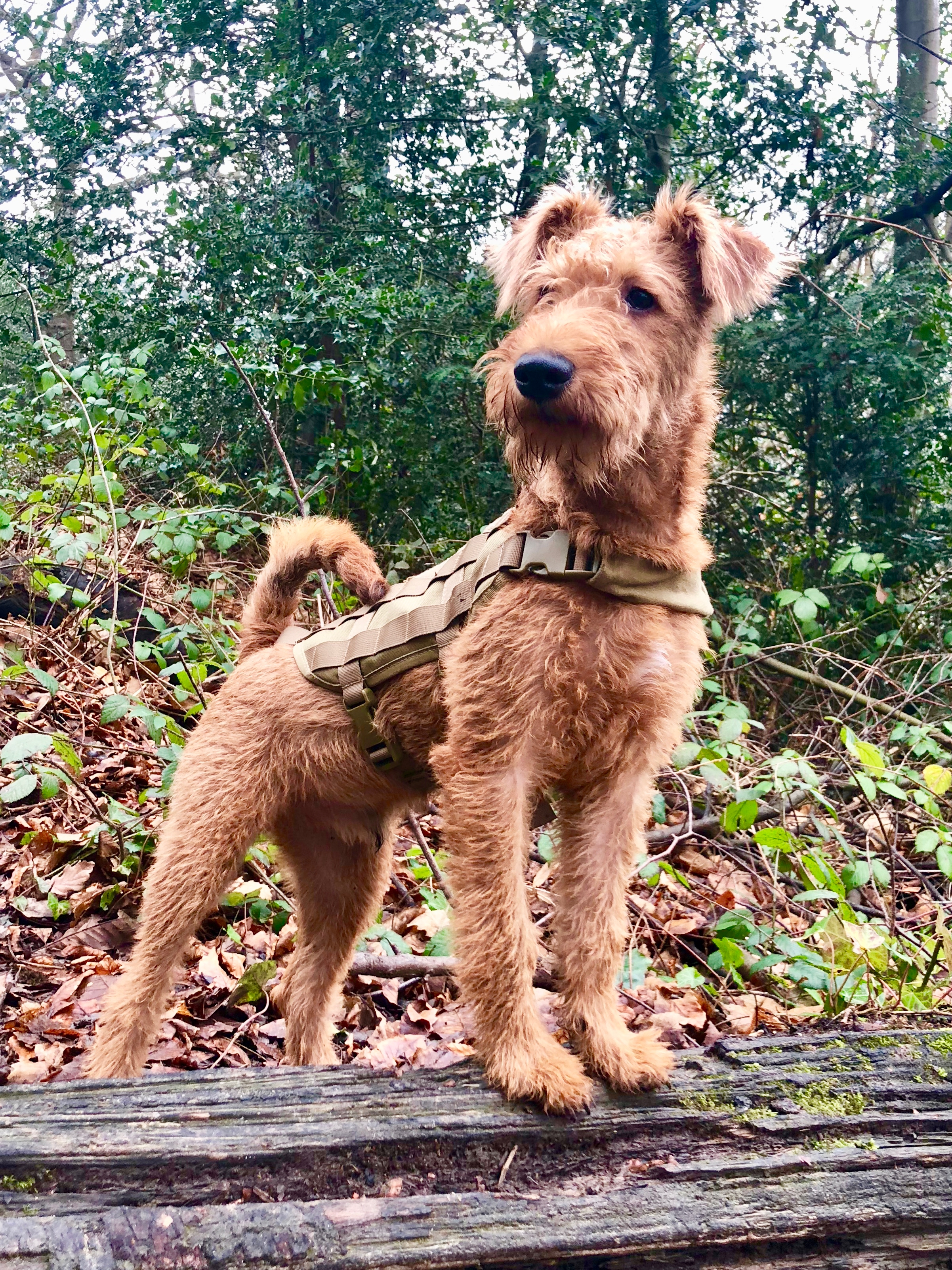
愛爾蘭㹴
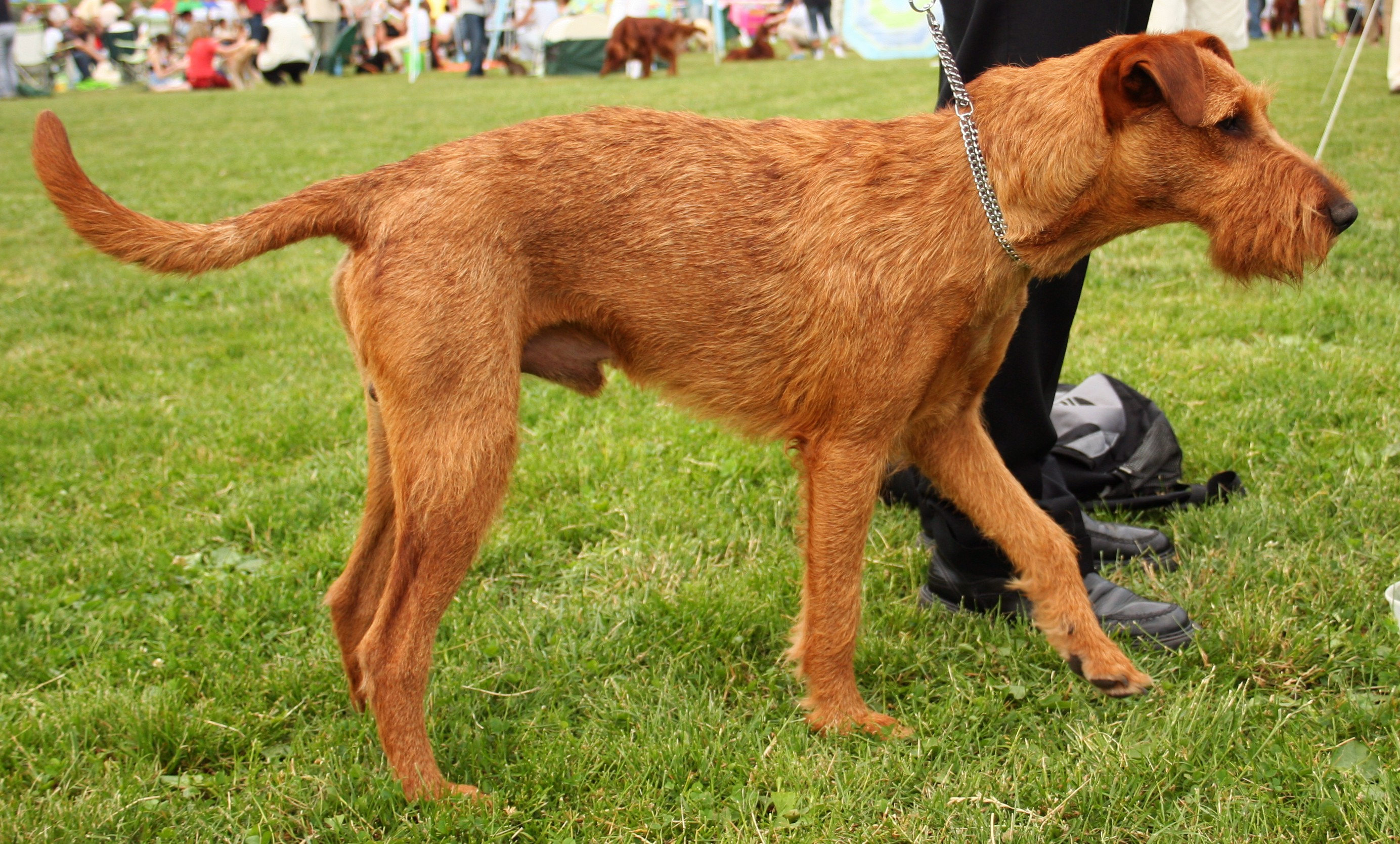
愛爾蘭㹴
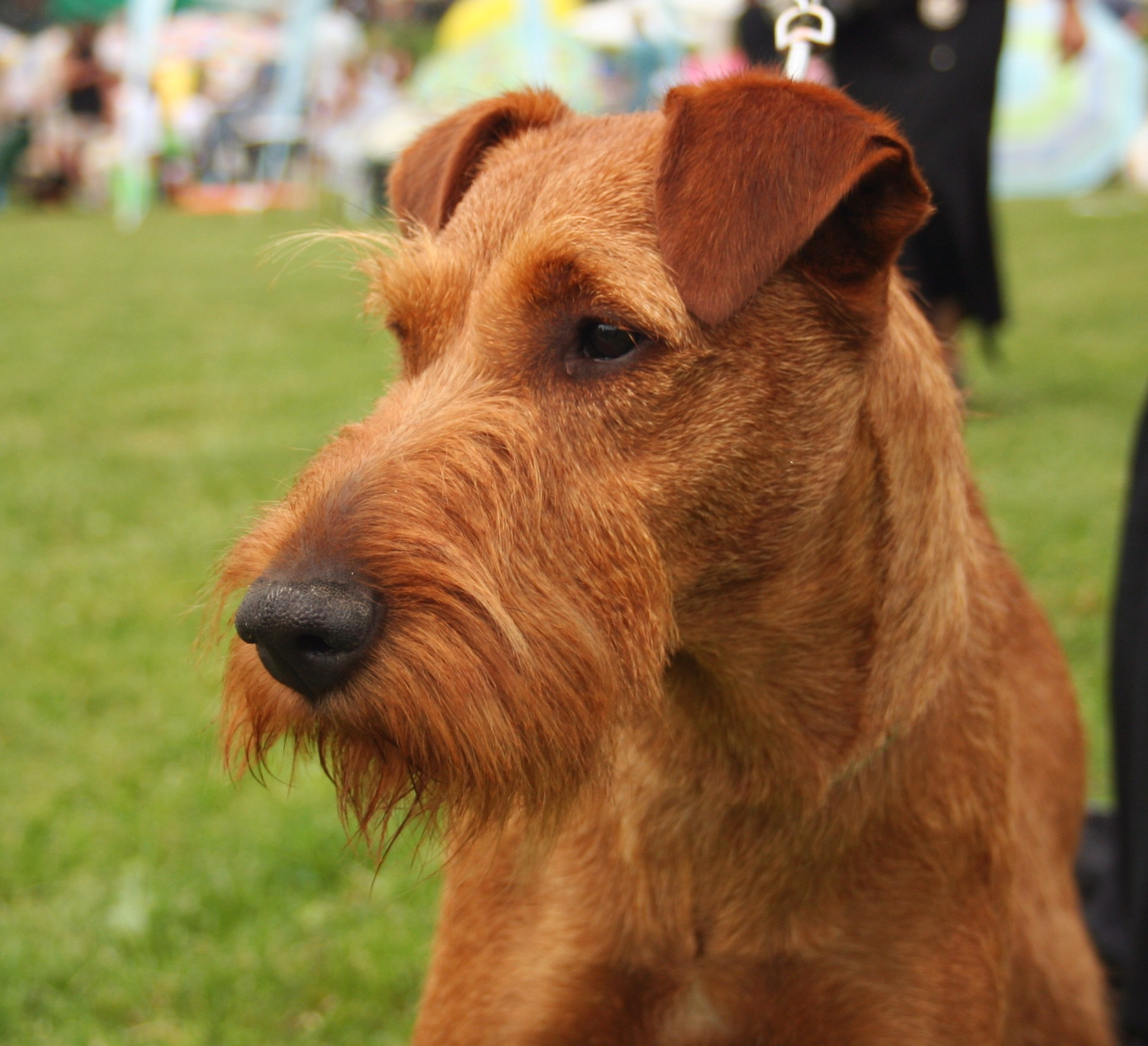
愛爾蘭㹴
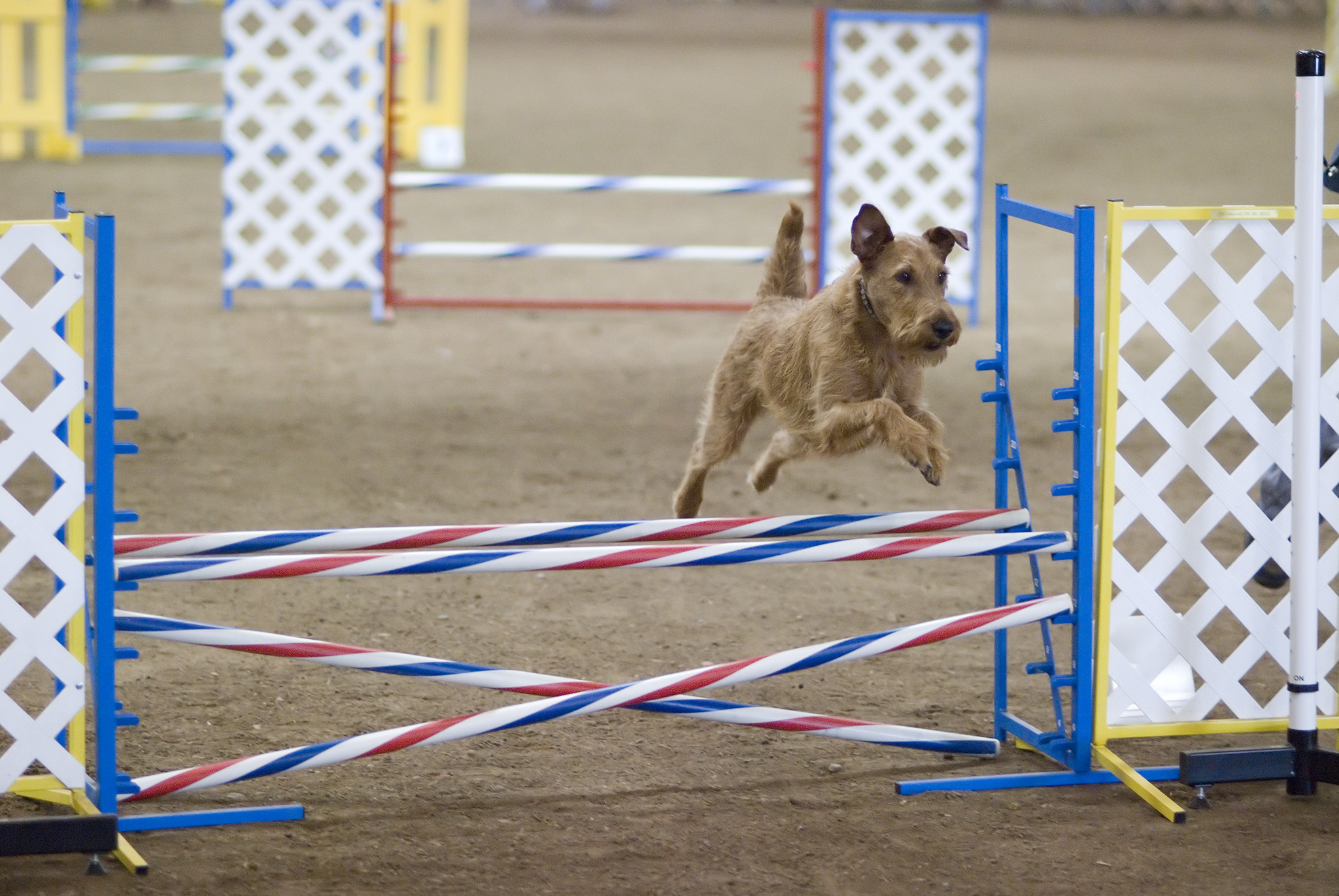
熟練的飛躍
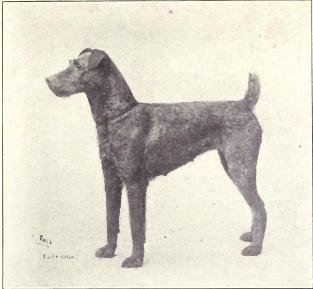
1915年左右的愛爾蘭梗
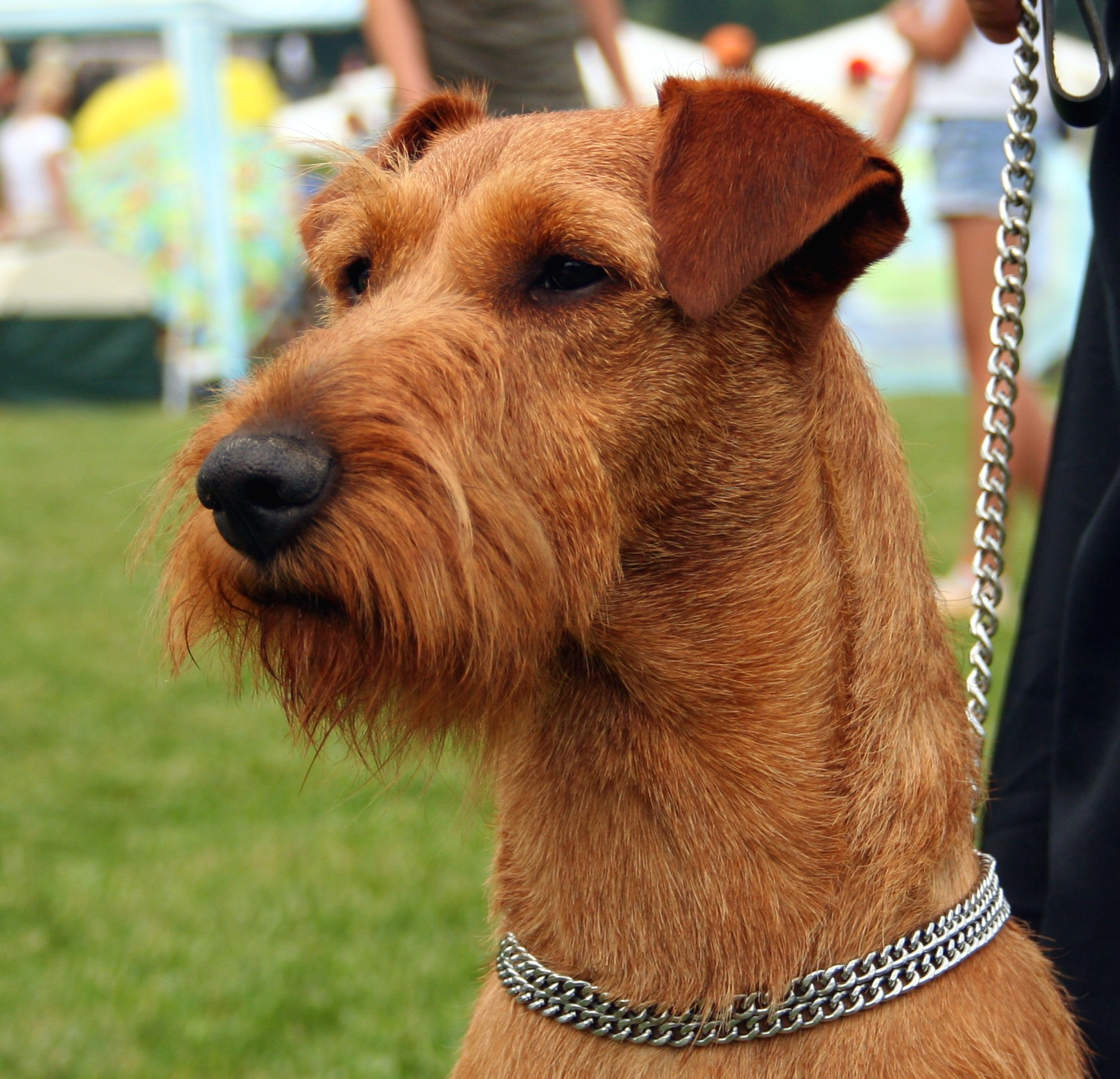
愛爾蘭㹴
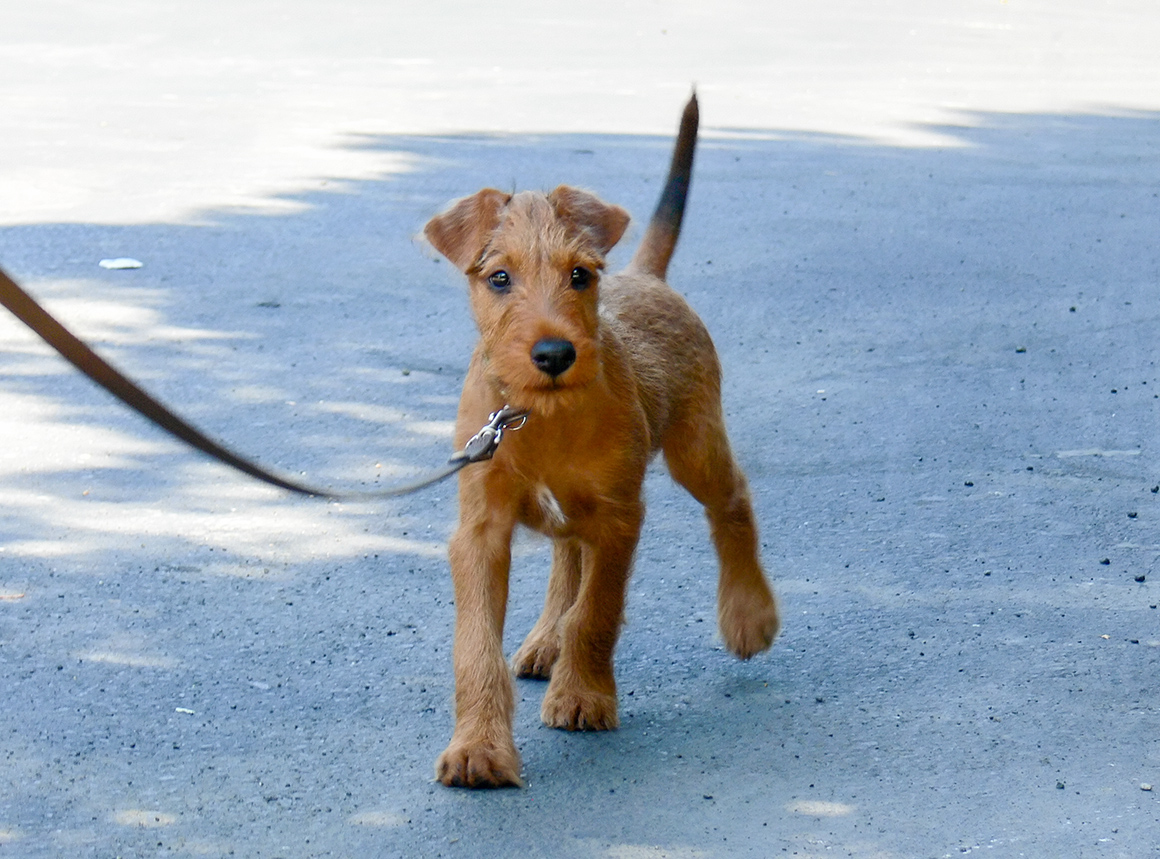
年輕的愛爾蘭梗

## 外部連結
- 中的“爱尔兰㹴”